# Samuel C. Lind
Samuel Colville Lind (* 15. Juni 1879 in McMinnville, Tennessee; † 12. Februar 1965)  war ein US-amerikanischer Chemiker, bekannt als Pionier der Radiochemie in den USA.
Sein Vater hatte schwedische Vorfahren. Er studierte an der Washington and Lee University in Lexington (Virginia) und ab 1902 am Massachusetts Institute of Technology bei Arthur Amos Noyes, was zu einer ersten Veröffentlichung führte. Da man damals dort nicht promovieren konnte, ging er an die Universität Leipzig, wo er bei Wilhelm Ostwald hörte. Dort studierte er bei Max Bodenstein die Wasserstoff-Brom-Reaktion, und ihre gemeinsame Arbeit (Zeitschrift für Physikalische Chemie 1907) war einflussreich in der frühen Forschung zur chemischen Kinetik (ein Beispiel einer Kettenreaktion). Mit dieser Arbeit wurde er 1905 in Leipzig cum laude promoviert. Er kehrte in die USA zurück und wurde 1905 Instructor an der University of Michigan. 1910 war er mehrere Monate bei Marie Curie in Paris und 1911 bei Stefan Meyer in Wien, wo er über die Ozonbildung durch Alphastrahlung arbeitete. Damit begann seine Beschäftigung mit Radiochemie. 1913 bis 1925 war er beim US Bureau of Mines in Denver und ab 1917 in Golden, wo er im Rahmen seiner Arbeit Zugang zu größeren Mengen Radium und Uran erhielt. 1925/26 war er am Fixed Nitrogen Research Laboratory  des US Landwirtschaftsministeriums in Washington D. C. 1926 bis 1947 war er Professor an der University of Minnesota. Nach seiner Emeritierung arbeitete er noch für Union Carbide am Oak Ridge National Laboratory.
Er befasste sich mit chemischer Kinetik, speziell mit den durch ionisierende Strahlung induzierten Reaktionen.
1947 erhielt er den Remsen Award, 1926 die William H. Nichols Medal, 1952 die Priestley-Medaille. 1940 war er Präsident der American Chemical Society und 1927 der American Electrochemical Society. 1930 wurde er Mitglied der National Academy of Sciences. Er war mehrfacher Ehrendoktor (University of Michigan, University of Notre Dame, Washington and Lee University, University of Colorado).

## Schriften
- Chemical Effects of alpha particles and electrons, New York 1921, 1928
- Radiation chemistry of gases, New York, 1961 (mit  Clarence J. Hochanadel, John A. Ghormley)